# Hibiskus
Hibiskus oder Eibisch (Hibiscus)  ist eine Pflanzengattung in der Unterfamilie Malvoideae innerhalb der Familie der Malvengewächse (Malvaceae). Die je nach Autor 200 bis 675 Arten gedeihen hauptsächlich in den subtropischen bis tropischen Gebieten der Erde.

## Trivialnamen
Der deutschsprachige Trivialname Eibisch (mittelhochdeutsch ībesch(e), althochdeutsch ībisca) stammt aus dem Altgriechischen (ἰβίσκος ibískos), das ihn seinerseits vermutlich aus dem Keltischen entlehnt hat. Mit Eibisch werden im deutschsprachigen Raum außer der Gattung Hibiskus und einigen ihrer Arten auch die Gattungen Eibisch (Althaea) und Abelmoschus (Bisameibisch) sowie die Art Echter Eibisch (Althaea officinalis) bezeichnet.

## Beschreibung

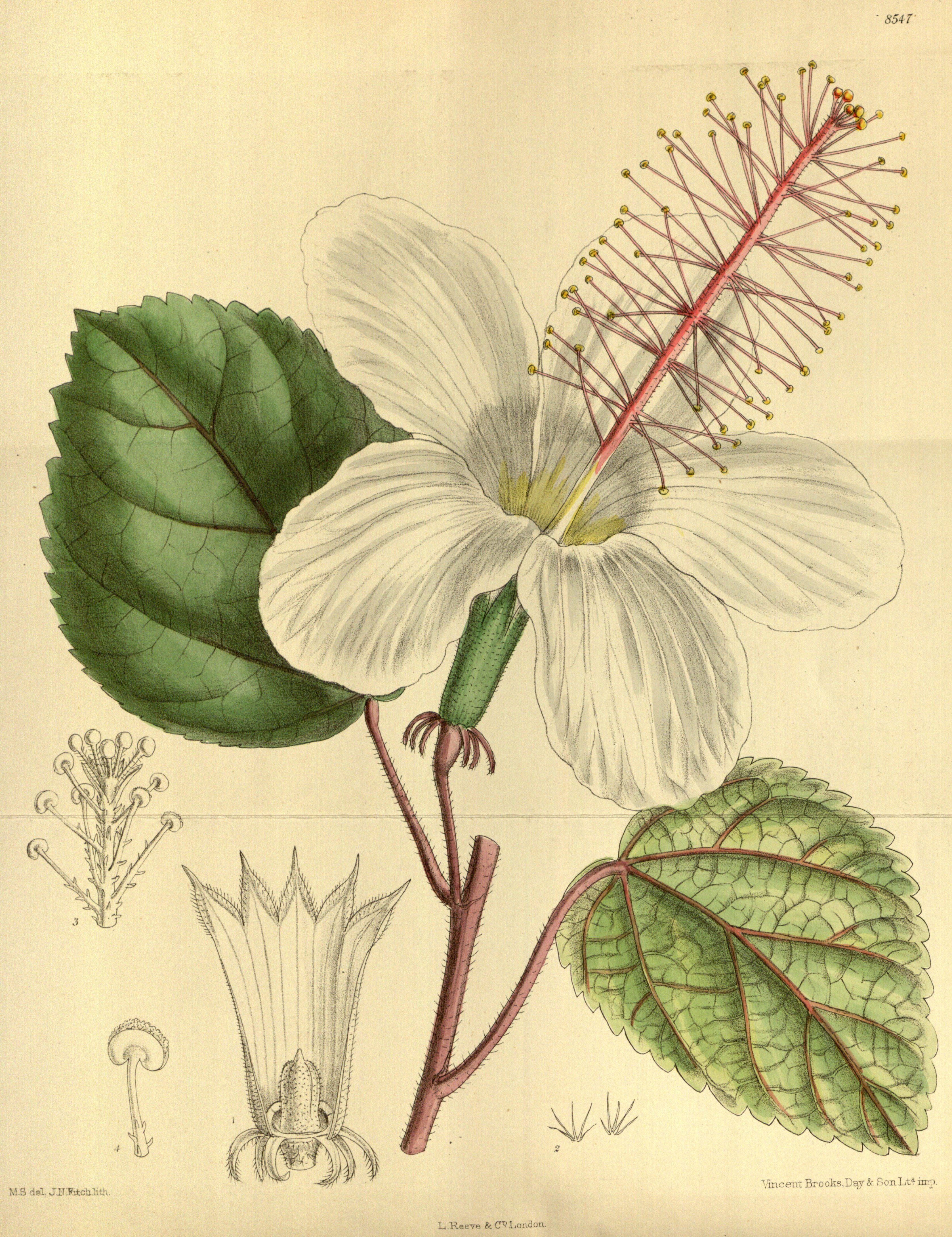
Illustration von Hibiscus waimeae

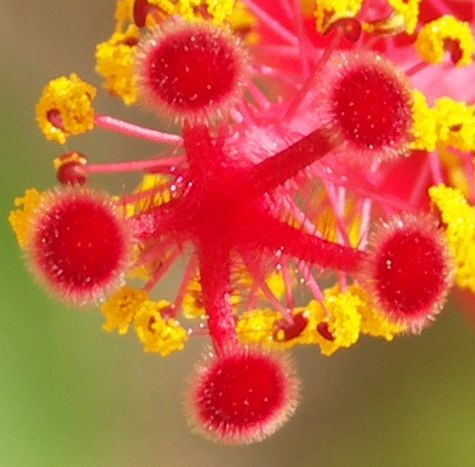
Die fünf Griffeläste mit Narben einer Sorte des Chinesischen Roseneibisch (Hibiscus rosa-sinensis)

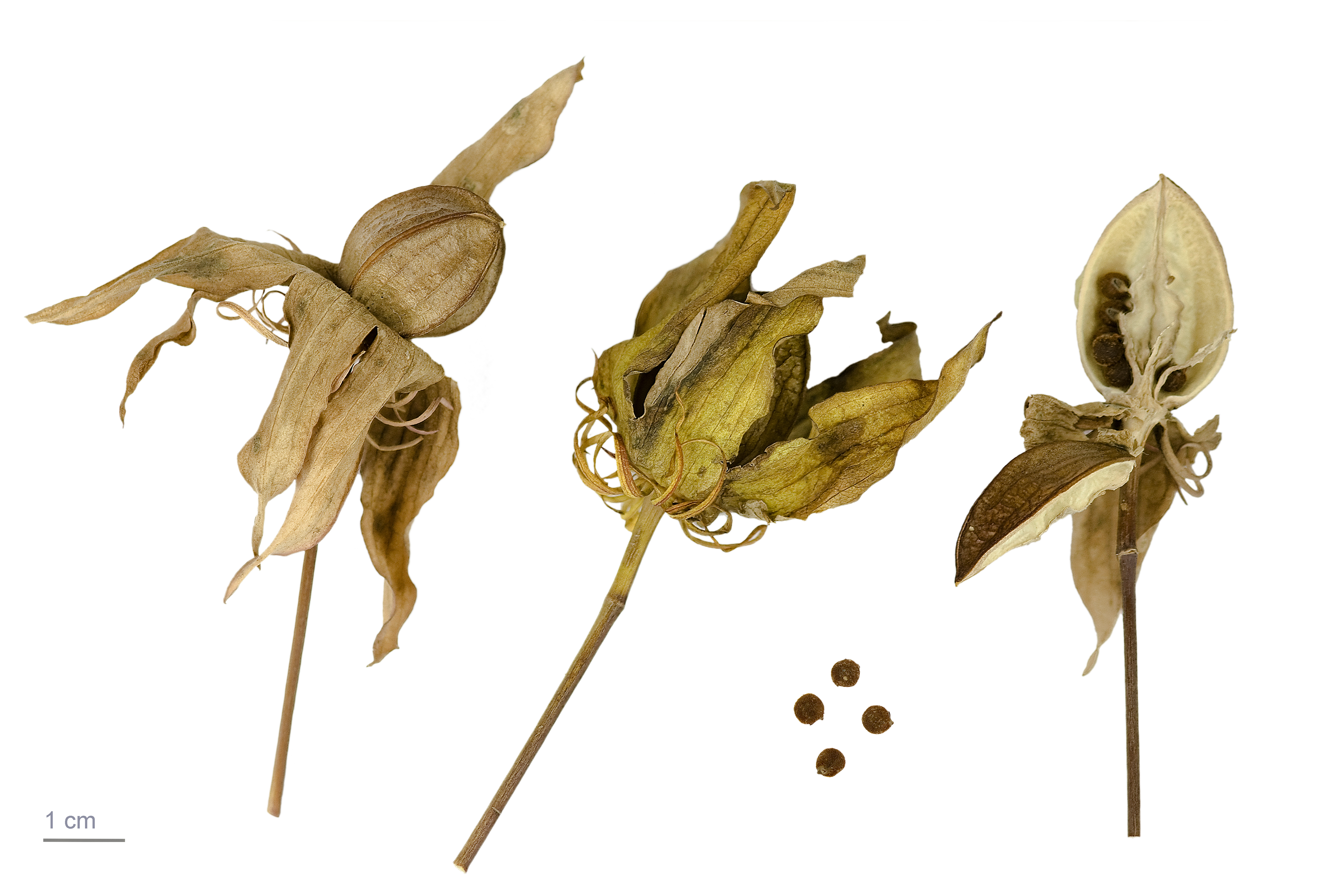
Kapselfrucht und Samen von Hibiscus coccineus

### Vegetative Merkmale
Die Hibiscus-Arten wachsen als einjährige, ausdauernde, krautige Halbsträucher, Sträucher und Bäume. Die Pflanzen sind bewehrt oder unbewehrt.
Die meist wechselständig angeordneten Laubblätter sind in Blattstiel und -spreite gegliedert. Die meist einfachen Blattspreiten sind bei manchen Arten gelappt. Es sind Nebenblätter vorhanden.

### Generative Merkmale
Die Blüten stehen meist einzeln in den Blattachseln, selten in Blütenständen zusammen. Die zwittrigen Blüten sind radiärsymmetrisch und fünfzählig. Es ist meist ein Außenkelch vorhanden, der fünf oder mehr Lappen aufweisen kann. Die fünf Kelchblätter sind meist glockenförmig verwachsen. Die fünf Kronblätter können die unterschiedlichsten Farben aufweisen. Bei der Unterfamilie Malvoideae sind die Staubfäden der vielen Staubblätter zu einer den Stempel umgebenden Röhre verwachsen, der sogenannten Columna. Die fünf Kronblätter überdecken sich in der Knospenlage gedreht („contort“); sie sind mit ihrer Basis ebenfalls mit der Columna verwachsen. Fünf Fruchtblätter sind zu einem oberständigen Fruchtknoten verwachsen. Es sind fünf Griffeläste vorhanden mit kopfigen Narben.
Die fünffächerigen Kapselfrüchte öffnen sich fachspaltig = lokulizid.

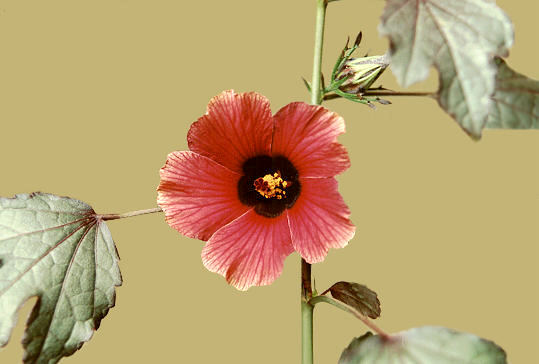
Hibiscus acetosella

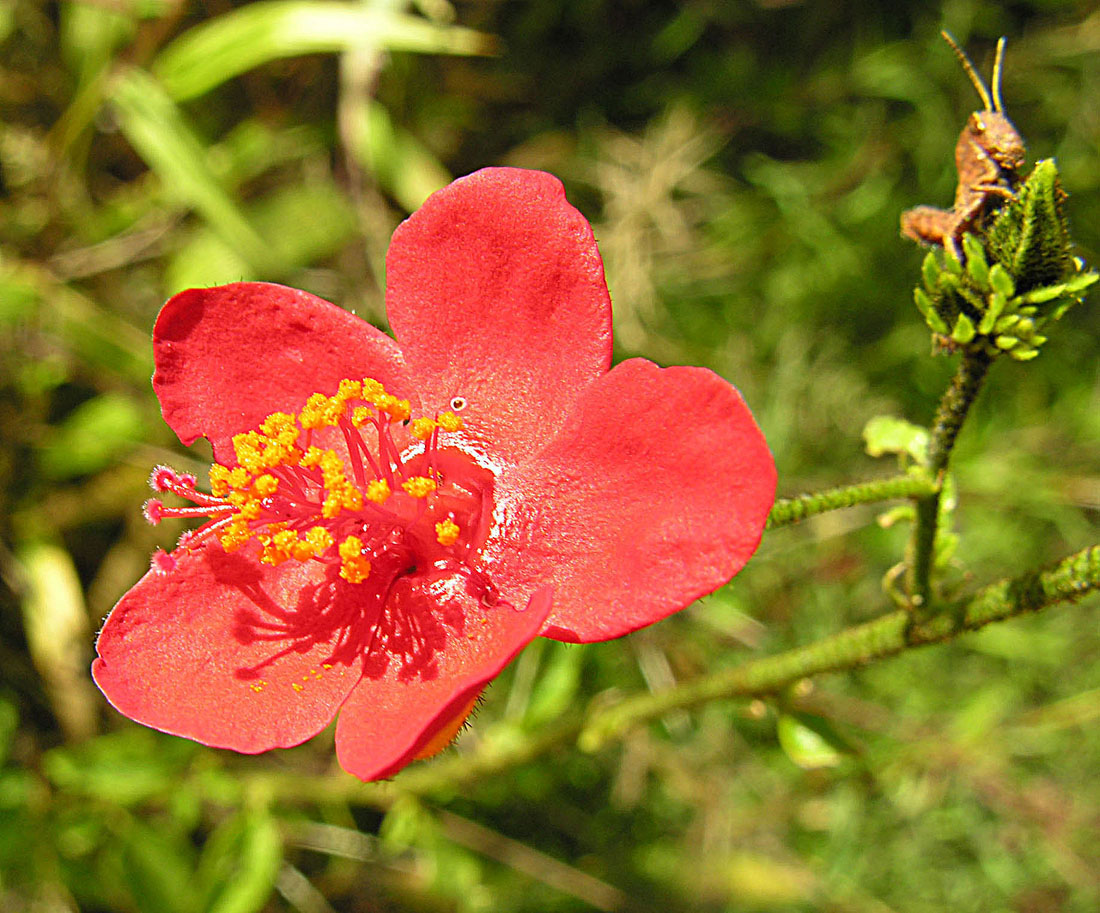
Blüte von Hibiscus aponeurus

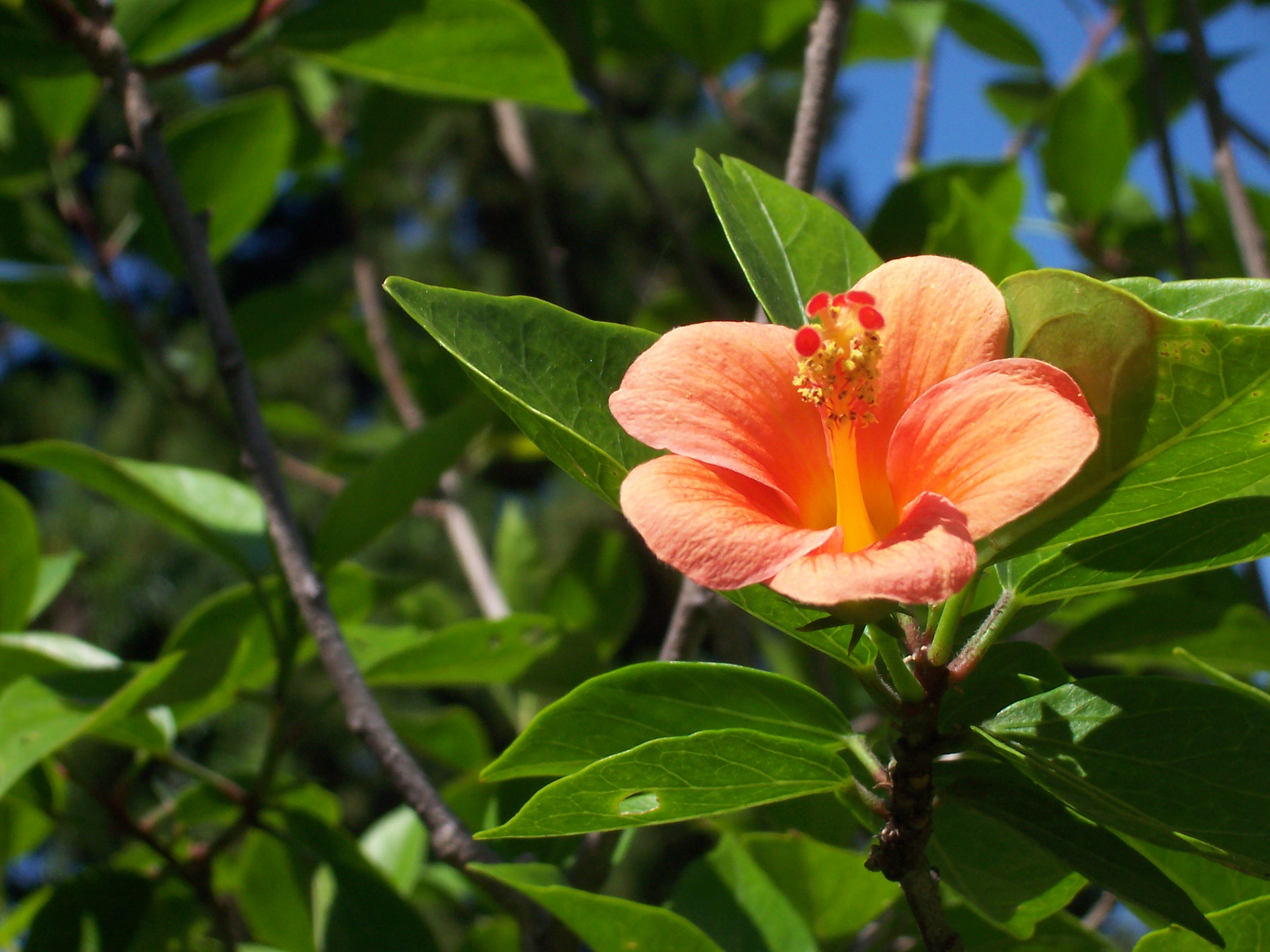
Hibiscus boryanus

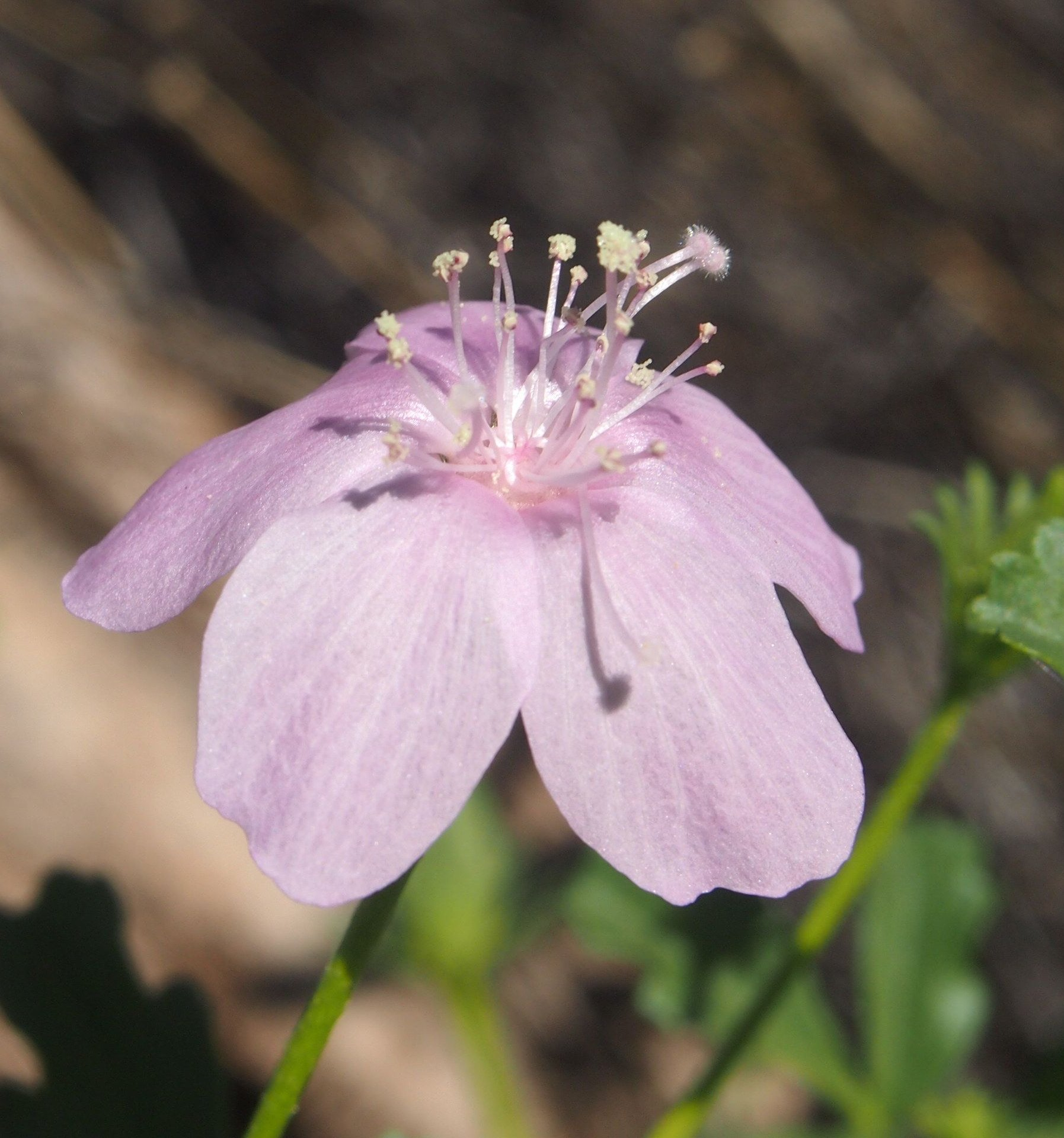
Blüte von Hibiscus brachysiphonius

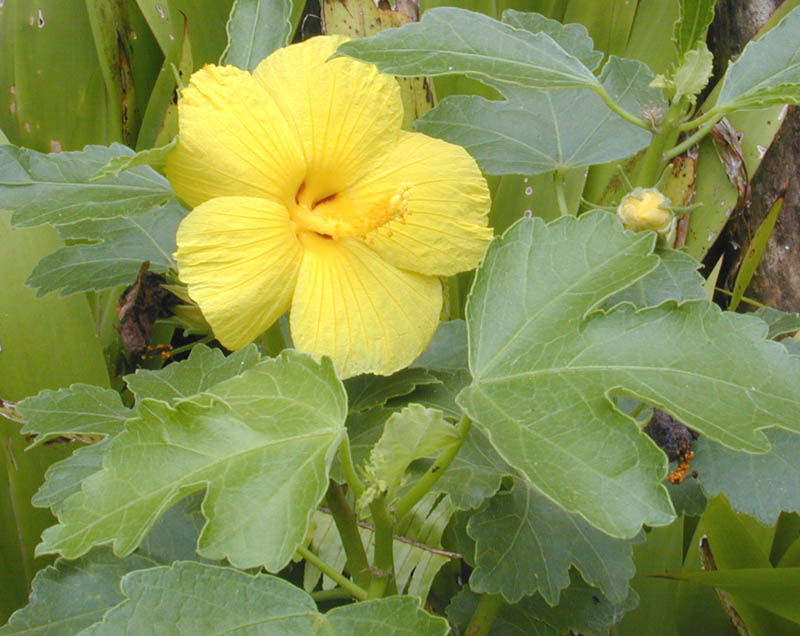
Hibiscus brackenridgei

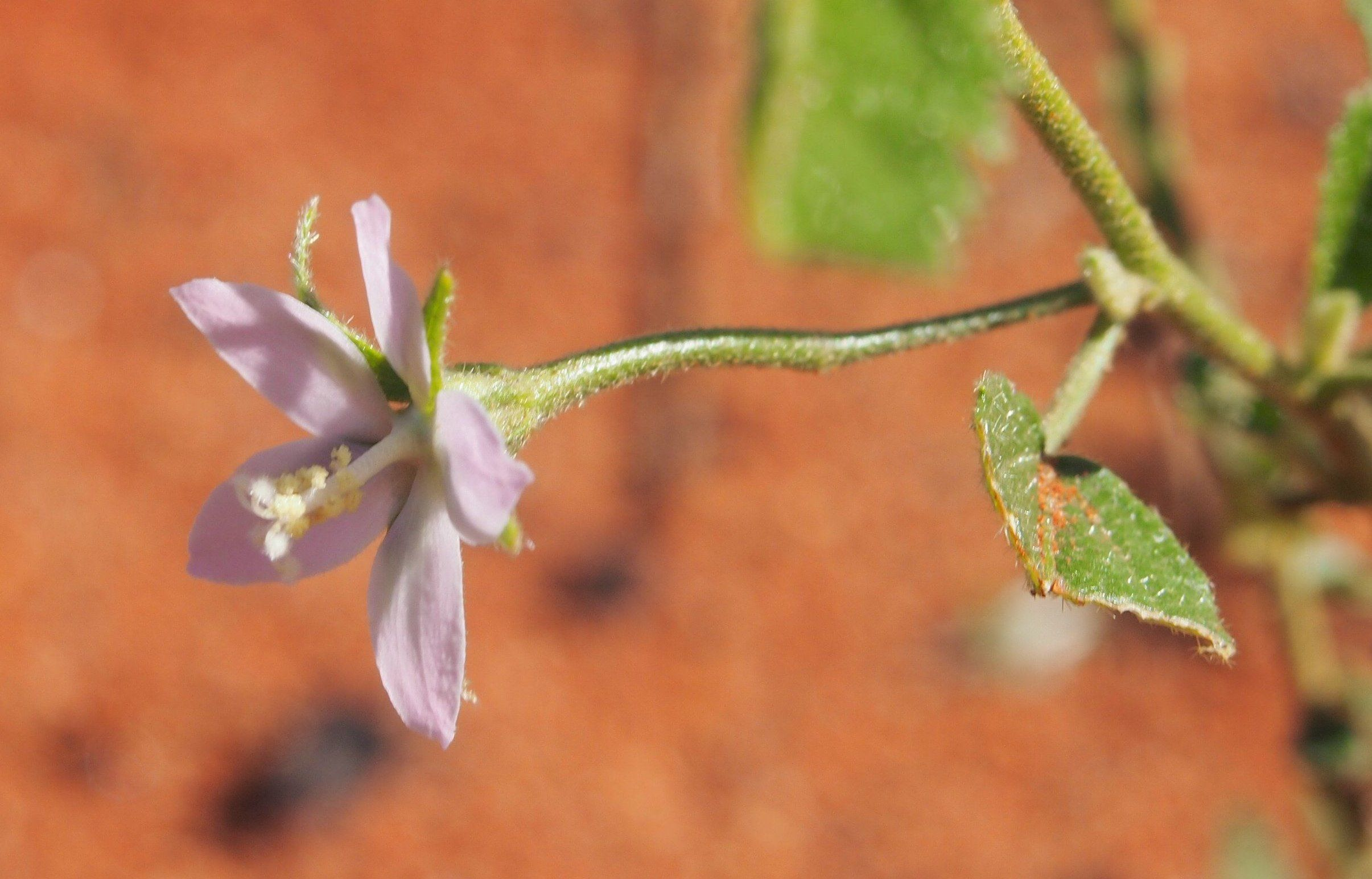
Blüte von Hibiscus burtonii

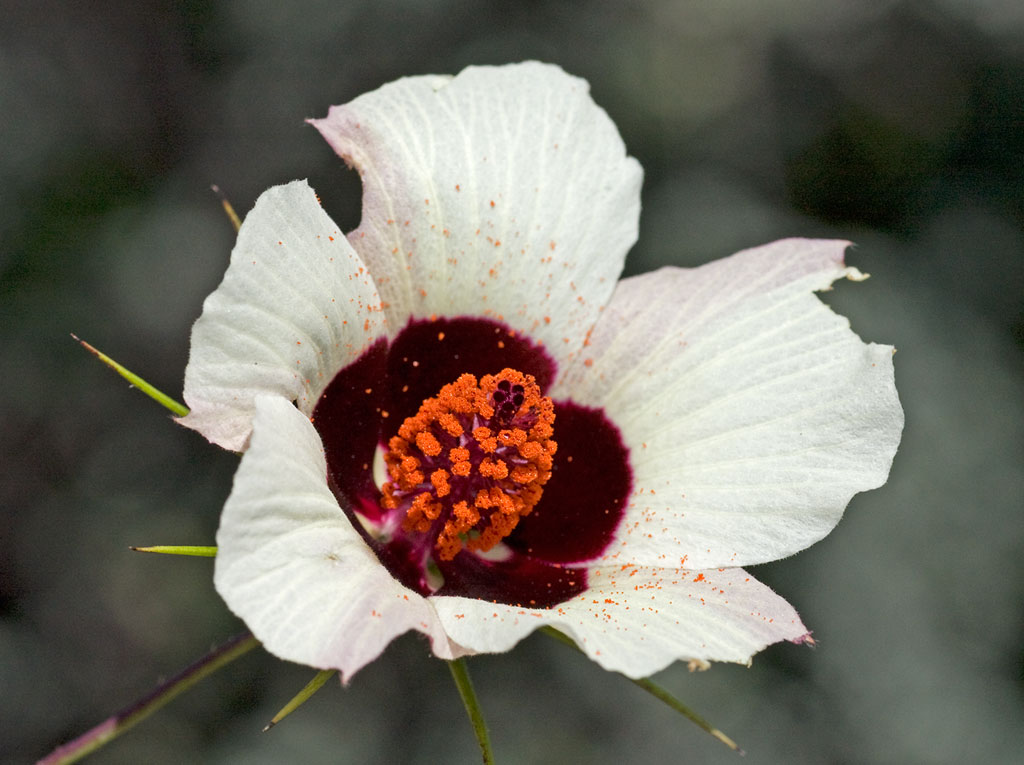
Blüte von Hibiscus caesius

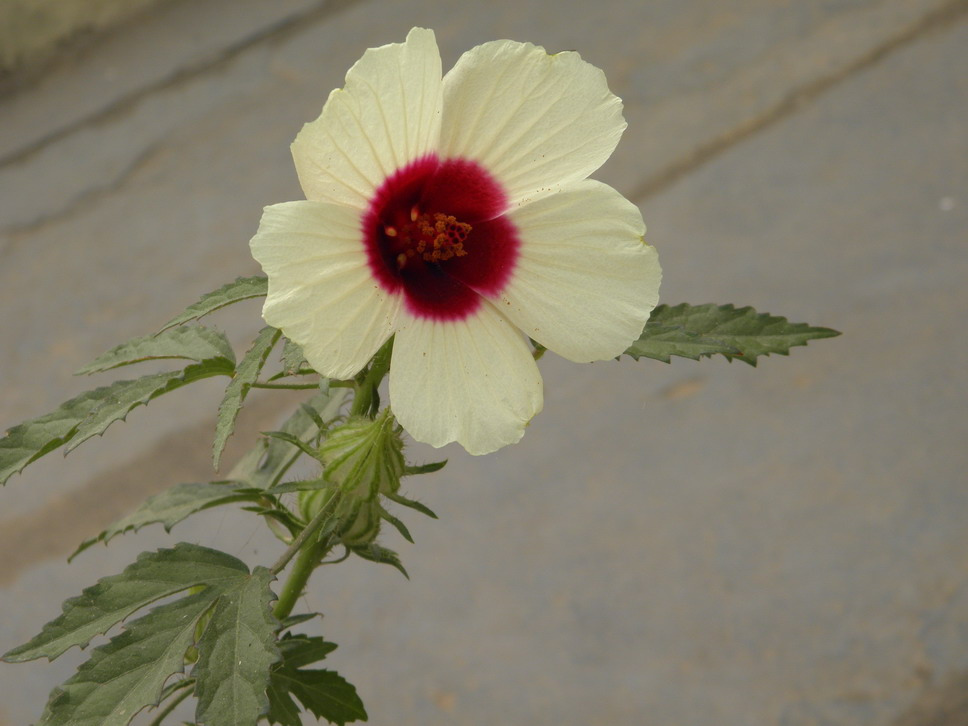
Kenaf (Hibiscus cannabinus)

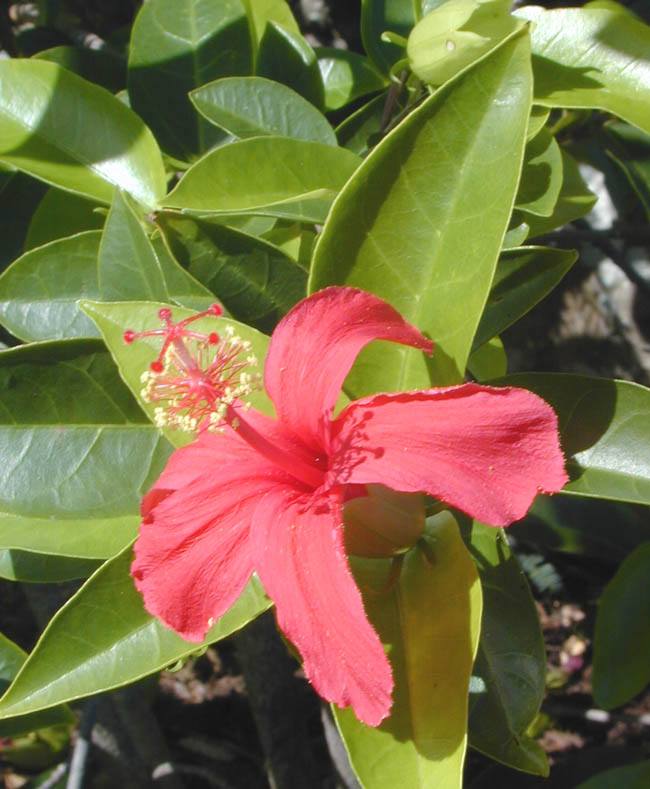
Hibiscus clayi

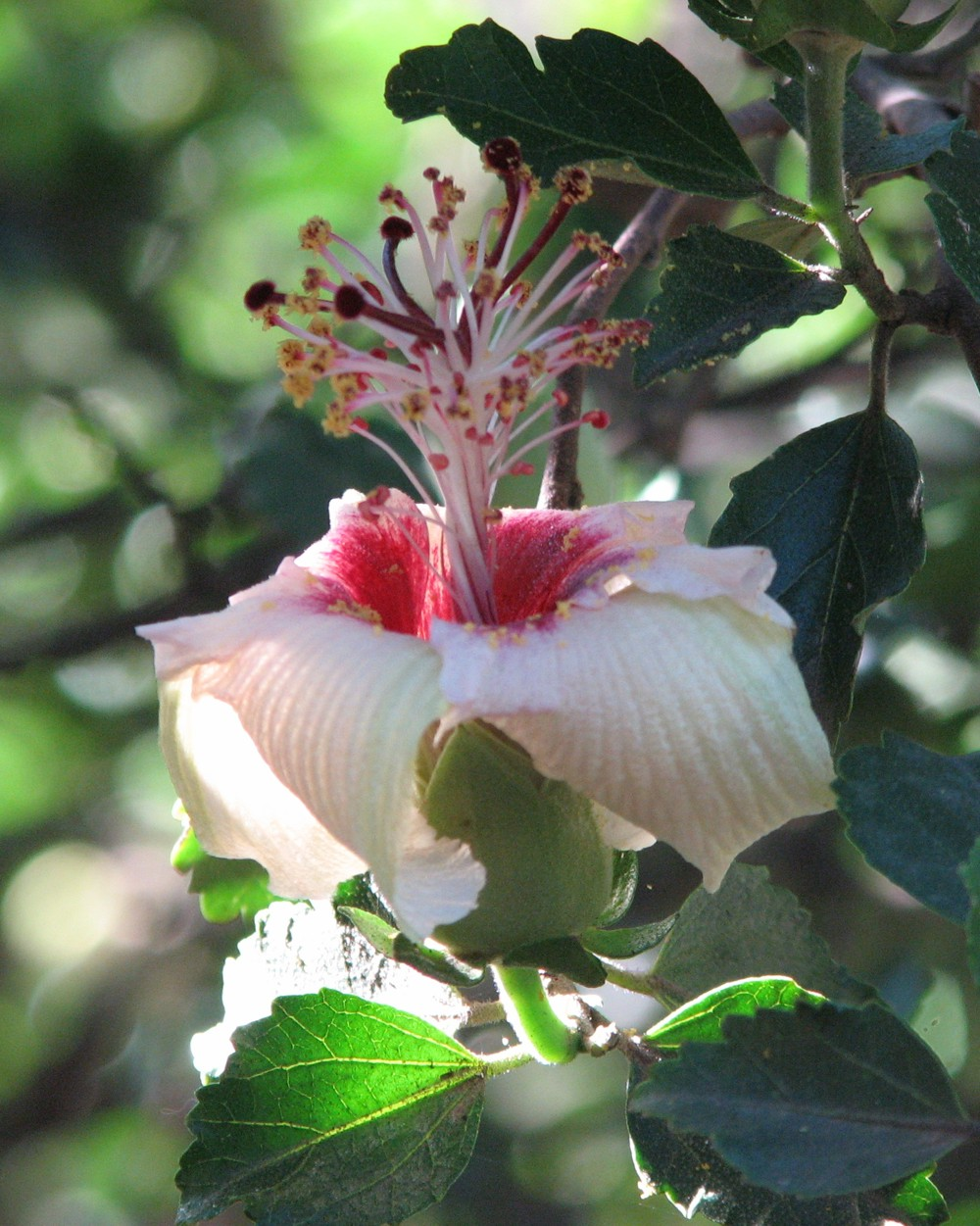
Hibiscus insularis

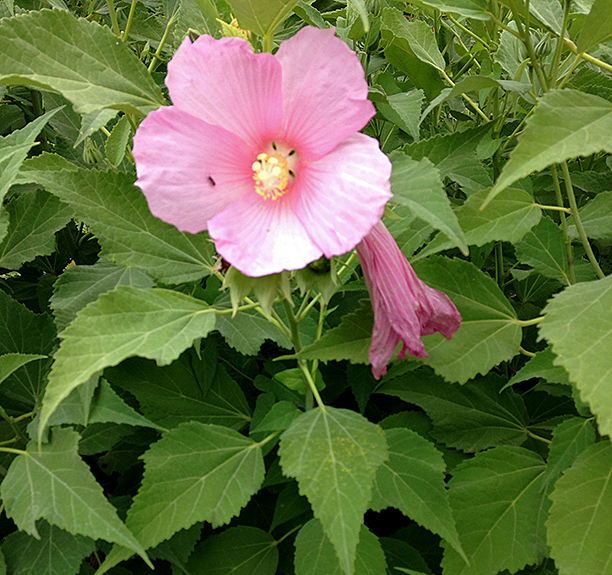
Sumpfeibisch (Hibiscus moscheutos)

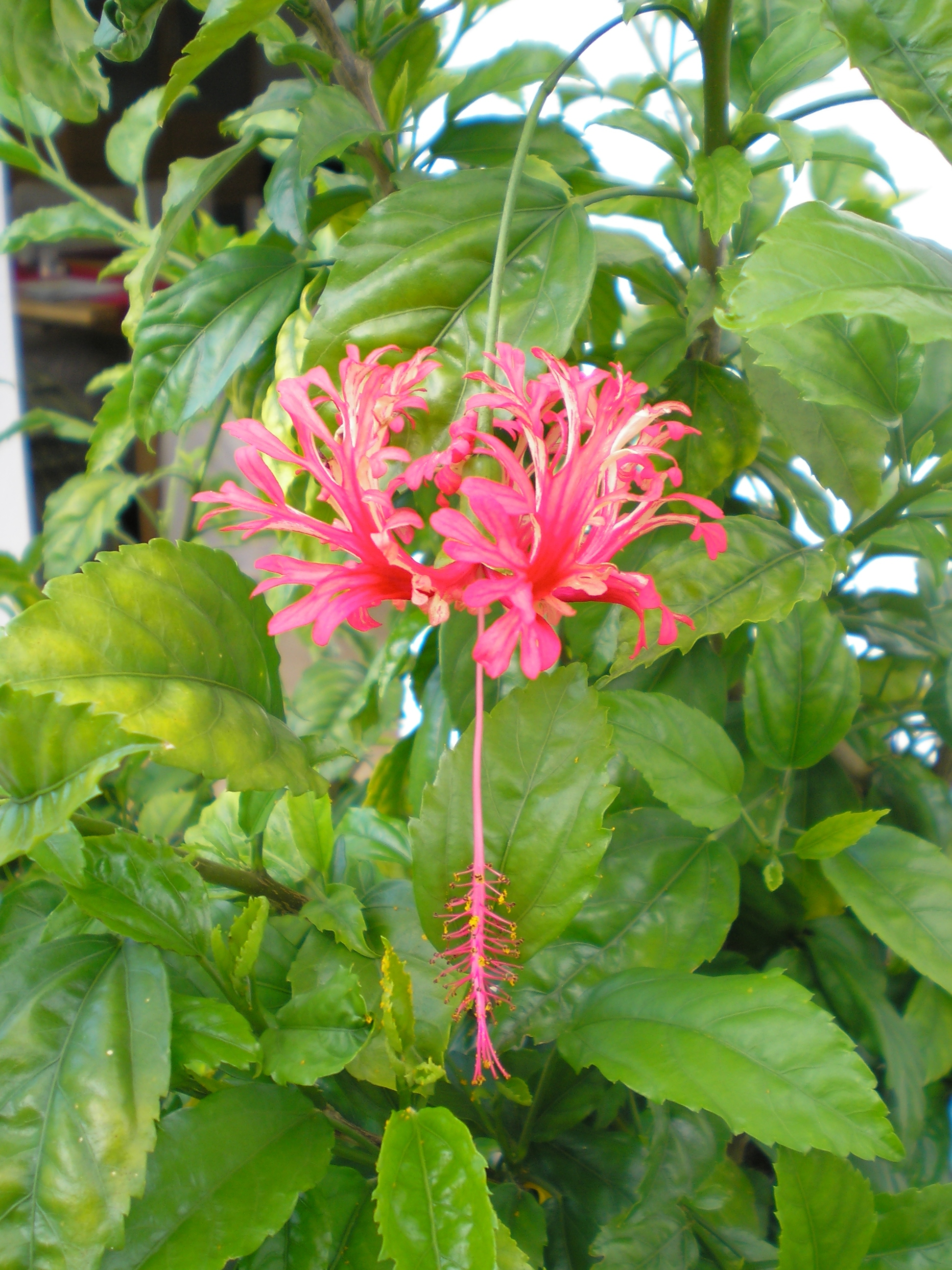
Hibiscus schizopetalus

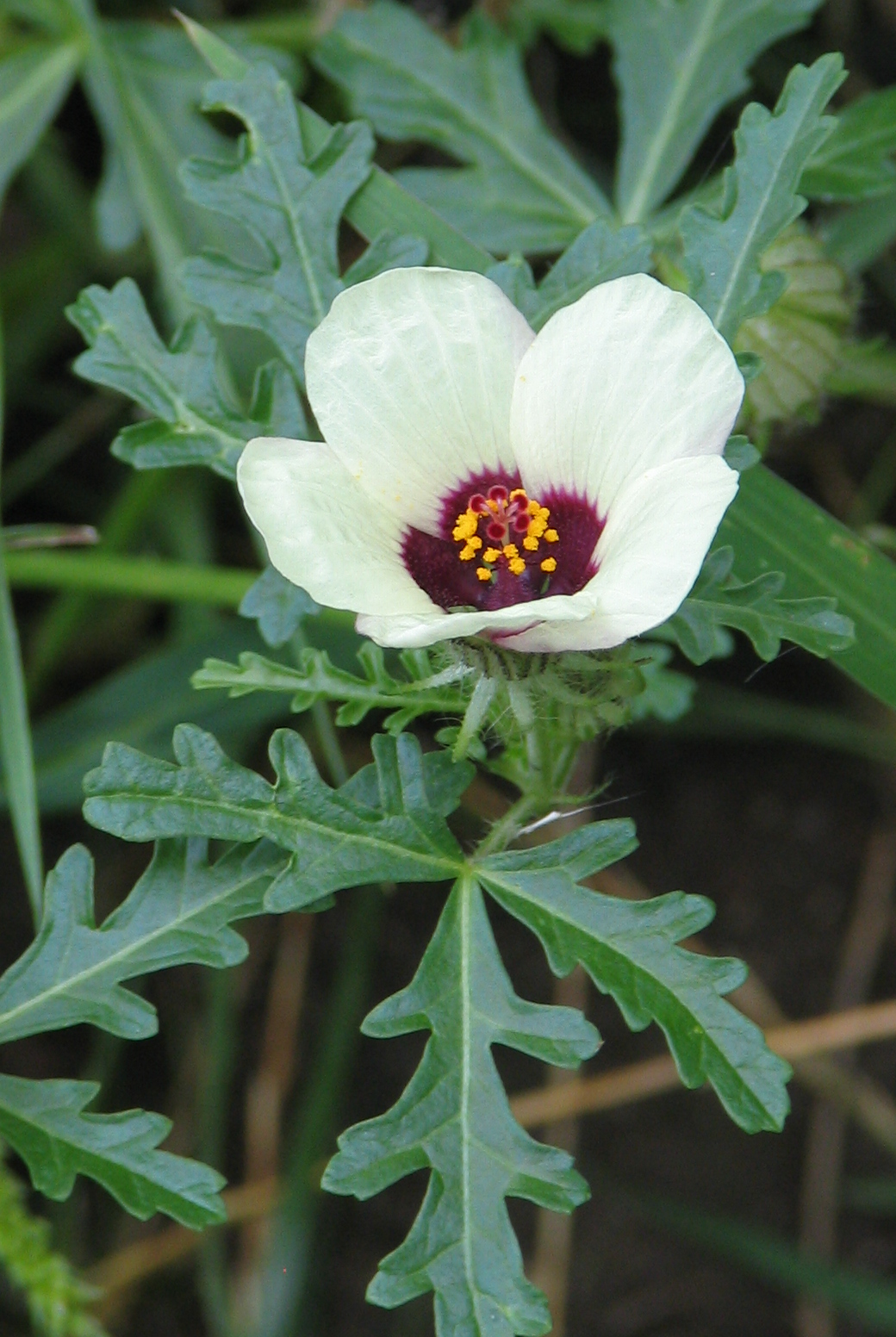
Stundenblume (Hibiscus trionum)

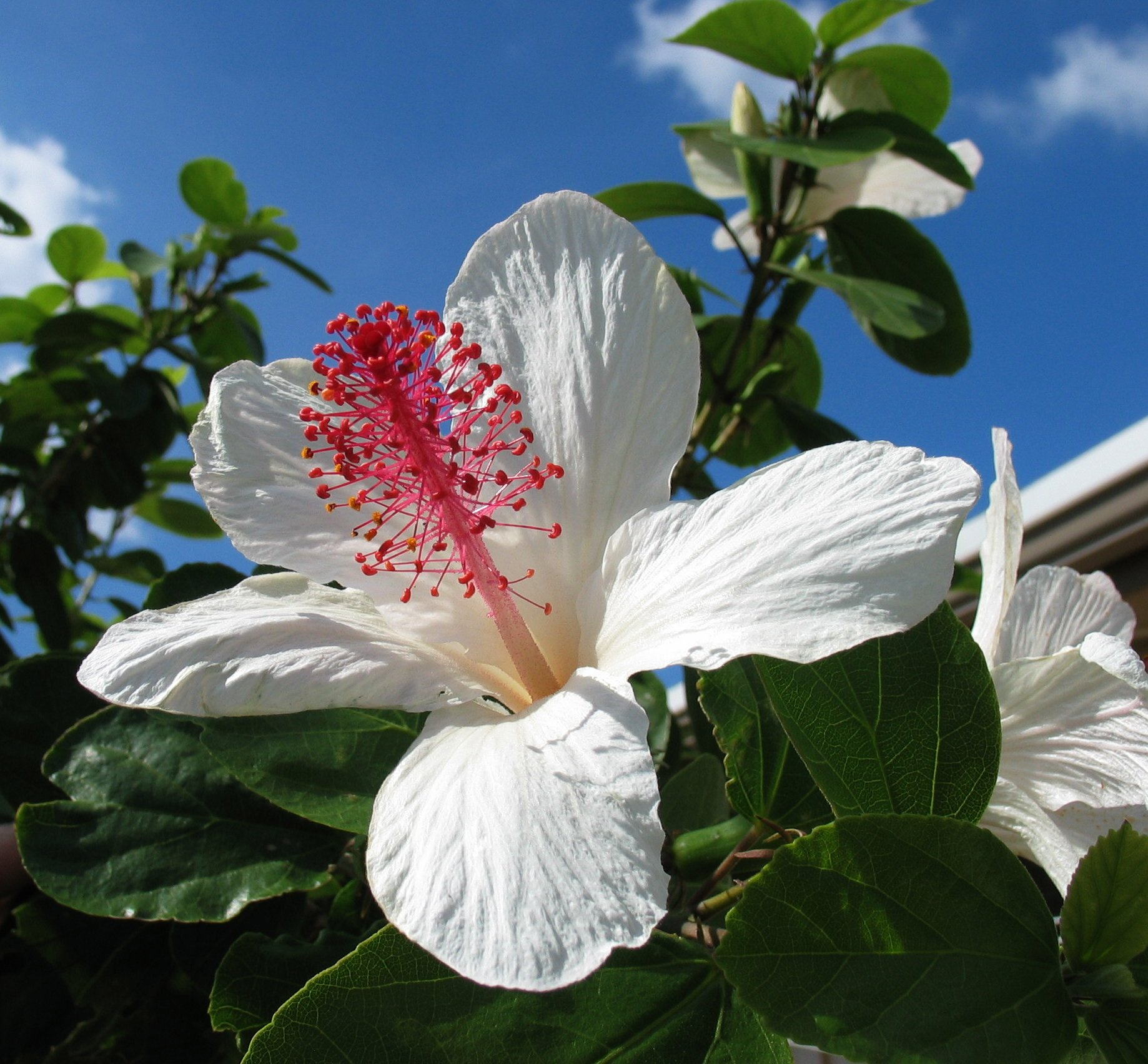
Hibiscus waimeae

## Systematik
Die Gattung Hibiscus wurde 1753 durch Carl von Linné in Species Plantarum, Tomus 2, S. 693 aufgestellt. Synonyme für Hibiscus L. nom. cons. sind je nach Umfang dieser Gattung bei den unterschiedlichen Autoren: Bombix Medik., Bombycella Lindl., Bombyx Moench, Brockmania W.Fitzg., Canhamo Perini, Cotyloplecta Alef., Erebennus Alef., Fioria Mattei, Furcaria Kostel., Gourmania A.Chev., Ketmia Mill., Laguna Cav., Marconia Mattei, Muenchhusia Heist. ex Fabr., Munchusia Heist. ex Raf., Petitia Neck., Sabdariffa Kostel., Solandra Murray, Symphyochlamys Gürke, Talipariti Fryxell, Triguera Cav., Trionaea Medik., Trionum L., Triplochiton Alef., Wilhelminia Hochr.
Der Umfang der Gattung Hibiscus wird kontrovers diskutiert.
Es gibt je nach Autor 200 bis 675 Hibiscus-Arten (Auswahl):
- Hibiscus acapulcensis Fryxell: Sie kommt nur im mexikanischen Bundesstaat Guerrero vor.[1]
- Hibiscus acetosella Welw. ex Hiern: Sie kommt im tropischen Afrika und auf Mauritius vor.[4]
- Hibiscus acicularis Standl.[1]
- Hibiscus aculeatus Walter[1]
- Hibiscus adscensionis Fryxell & Krapov.[1]
- Hibiscus aethiopicus L.[1]
- Hibiscus ahlensis Ulbr.[1]
- Hibiscus allenii Sprague & Hutch.[1]
- Hibiscus altissimus Hornby[1]
- Hibiscus amambayensis Krapov. & Fryxell[1]
- Hibiscus amazonicus Fryxell[1]
- Hibiscus ambovombensis Hochr.[1]
- Hibiscus andersonii Krapov. & Fryxell[1]
- Hibiscus andongensis Hiern[1]
- Hibiscus aneuthe Craven, F.D.Wilson & Fryxell: Sie kommt im nördlichen Northern Territory in Australien vor.[1]
- Hibiscus angolensis Exell[1]
- Hibiscus ankaramyensis Hochr.[1]
- Hibiscus antanossarum Baill.[1]
- Hibiscus aphelus Craven, F.D.Wilson & Fryxell: Sie kommt im nordöstlichen Western Australia vor.[1]
- Hibiscus apodus Juswara & Craven[1]
- Hibiscus aponeurus Sprague & Hutch.[1]
- Hibiscus archboldianus Borss.Waalk.[1]
- Hibiscus arenicola A.S.Mitch.[1]
- Hibiscus argutus Baker[1]
- Hibiscus aridicola J.Anthony[1]
- Hibiscus aridus R.A.Dyer[1]
- Hibiscus arnhemensis F.D.Wilson: Sie kommt im nördlichen Northern Territory in Australien vor.[1]
- Hibiscus arnottianus A.Gray (Syn: Hibiscus boryanus Hook. & Arn. non DC.): Sie kommt in zwei Unterarten in Hawaii vor.[1]
- Hibiscus articulatus Hochst. ex A.Rich.[1]
- Hibiscus aruensis Borss.Waalk.[1]
- Hibiscus australensis Fosberg[1]
- Hibiscus austrinus Juswara & Craven[1]
- Hibiscus austroyunnanensis C.Y.Wu & K.M.Feng[1]
- Hibiscus bacalusius Craven, F.D.Wilson & Fryxell: Sie kommt im nordwestlichen Northern Territory in Australien vor.[1]
- Hibiscus barbosae Exell[1]
- Hibiscus benensis Fryxell & Krapov.[1]
- Hibiscus benguellensis Exell & Mendonça: Sie kommt nur in Angola vor.[1]
- Hibiscus bennettii L.A.J.Thomson & Braglia: Sie wurde 2019 von der Fidschi-Insel Vanua Levu erstbeschrieben.[1]
- Hibiscus bequaertii De Wild.[1]
- Hibiscus berberidifolius A.Rich.: Sie kommt im östlichen tropischen Afrika, in Congo und Ruanda vor.[1]
- Hibiscus bernieri Baill.[1]
- Hibiscus bicalyculatus Merr.[1]
- Hibiscus bifurcatus Cav.: Sie kommt auf Inseln in der Karibik und von Mexiko bis Paraguay vor.[1]
- Hibiscus biseptus S.Watson[1]
- Hibiscus bojerianus Baill. (Syn: Hibiscus exochandrus Hochr., Hibiscus ferrugineus Bojer ex Baill., Hibiscus myriaster Scott Elliot, Hibiscus oblatus Baker): Sie kommt in Madagaskar vor.[1]
- Hibiscus boranensis Cufod.[1]
- Hibiscus borealis Hochr.[1]
- Hibiscus borneensis Airy Shaw[1]
- Hibiscus boryanus DC.: Sie kommt auf Mauritius sowie Réunion vor.[1]
- Hibiscus bowersiae (Fryxell) Craven[1]
- Hibiscus brachychlaenus F.Muell.[1]
- Hibiscus brachysiphonius F.Muell.[1]
- Hibiscus brackenridgei A.Gray: Sie kommt in zwei Unterarten auf Hawaii vor.[1]
- Hibiscus bragliae L.A.J.Thomson[1]
- Hibiscus brennanii Craven & Fryxell[1]
- Hibiscus bricchettii Gürke ex Ulbr.[1]
- Hibiscus burtt-davyi Dunkley[1]
- Hibiscus byrnesii F.D.Wilson: Sie kommt im nördlichen Northern Territory in Australien vor.[1]
- Hibiscus cabralensis Krapov.[1]
- Hibiscus caerulescens Baill.[1]
- Hibiscus caesius Garcke[1]
- Hibiscus calcicola Juswara & Craven: Sie wurde 2005 aus Western Australia erstbeschrieben.[1]
- Hibiscus calodendron Ulbr.[1]
- Hibiscus calyphyllus Cav.: Sie kommt in Afrika und Madagaskar vor.
- Hibiscus cameronii Knowles & Westcott (Syn: Hibiscus macrosolandra Hochr., Hibiscus rossii Knowles & Westc.): Sie kommt in Madagaskar vor.[1]
- Hibiscus campanulatus A.J.Perkins[1]
- Kenaf oder Ostindische Hanfrose (Hibiscus cannabinus L.): Sie ist im tropischen und südlichen Afrika und in Indien verbreitet.[1] Sie wird gelegentlich in Südeuropa angepflanzt.
- Hibiscus castroi Baker f. & Exell[1]
- Hibiscus celebicus Koord.[1]
- Hibiscus ceratophorus Thulin[1]
- Hibiscus cerradoensis M.Y.Menzel, Fryxell & F.D.Wilson[1]
- Hibiscus chancoae Krapov. & Fryxell[1]
- Hibiscus chapadensis Krapov. & Fryxell[1]
- Hibiscus chrysochaetus Ulbr.[1]
- Hibiscus citrinus Fryxell[1]
- Hibiscus clayi O.Deg. & I.Deg.: Sie kommt in Hawaii vor.[4]
- Hibiscus clypeatus L.: Sie kommt in drei  Unterarten in Mexiko, Guatemala und auf Inseln in der Karibik vor.[1]
- Hibiscus coatesii F.Muell.[1]
- Hibiscus coccineus Walter: Sie kommt in Florida und Georgia vor.[4]
- Hibiscus cochlearifer Borss.Waalk.[1]
- Hibiscus coddii Exell[1]
- Hibiscus colimensis Fryxell[1]
- Hibiscus columnaris Cav.[1]
- Hibiscus commixtus Fryxell & Krapov.[1]
- Hibiscus comoensis A.Chev. ex Hutch. & Dalziel[1]
- Hibiscus comorensis Baill.[1]
- Hibiscus conceptionis Fryxell & Krapov.[1]
- Hibiscus congestiflorus Hochr.[1]
- Hibiscus conradsii Ulbr.[1]
- Hibiscus contortus Phuph. & S.Gardner Sie wurde 2017 von der Thailändischen Halbinsel erstbeschrieben.[1]
- Hibiscus convolvulaceus Hassk.[1]
- Hibiscus cooperi Meehan[1]
- Hibiscus cordifolius Mill.[1]
- Hibiscus corditectus Hochr.[1]
- Hibiscus corymbosus Hochst. ex A.Rich.[1]
- Hibiscus costatus A.Rich.: Sie kommt in Mexiko, Guatemala, Honduras, Belize, Nicaragua und Panama vor.[1]
- Hibiscus coulteri Harv. ex A.Gray[1]
- Hibiscus crassinervius Hochst. ex A.Rich.[1]
- Hibiscus cuanzensis Exell & Mendonça[1]
- Hibiscus cucurbitaceus A.St.-Hil.[1]
- Hibiscus dalbertisii F.Muell.[1]
- Hibiscus dasycalyx S.F.Blake & Shiller: Sie kommt in Texas vor.[1]
- Hibiscus debeerstii De Wild. & T.Durand[1]
- Hibiscus decaspermus Koord. & Valeton[1]
- Hibiscus deflersii Schweinf. ex Cufod.[1]
- Hibiscus denudatus Benth.[1]
- Hibiscus dimidiatus Schrank[1]
- Hibiscus dinteri Hochr.[1]
- Hibiscus dioscorides A.G.Mill.[1]
- Hibiscus diriffan A.G.Mill.[1]
- Hibiscus discolorifolius Hochr.[1]
- Hibiscus discophorus Hochr.[1]
- Hibiscus divaricatus Graham[1]
- Hibiscus diversifolius Jacq.: Sie kommt in tropischen und im südlichen Afrika, auf Madagaskar und Mauritius vor.[4]
- Hibiscus dongolensis Caill. ex Delile[1]
- Hibiscus donianus D.Dietr.[1]
- Hibiscus drummondii Turcz.[1]
- Hibiscus elatus Sw.: Sie kommt in Kuba und Jamaika vor.[4]
- Hibiscus elegans Standl.[1]
- Hibiscus elliottiae Harv.[1]
- Hibiscus ellipticifolius Borss.Waalk.[1]
- Hibiscus ellisii Baker[1]
- Hibiscus elongatifolius Hochr.[1]
- Hibiscus engleri K.Schum.[1]
- Hibiscus eriospermus Hochst. ex Cufod.[1]
- Hibiscus erlangeri (Gürke) Thulin[1]
- Hibiscus erodiifolius Hochr. & Humbert[1]
- Hibiscus escobariae Fryxell[1]
- Hibiscus exellii Baker f.[1]
- Hibiscus fallax Craven, F.D.Wilson & Fryxell: Sie kommt im nördlichen Northern Territory in Australien vor.[1]
- Hibiscus fanambanensis M.Pignal & Phillipson: Sie wurde 2010 aus Madagaskar erstbeschrieben.[1]
- Hibiscus faulknerae Vollesen: Sie kommt in Kenia und in Tansania vor.[1]
- Hibiscus ferreirae Fryxell & Krapov.: Sie kommt in Brasilien und in Bolivien vor.[1]
- Hibiscus ferrugineus Cav.: Sie kommt in Madagaskar vor.[1]
- Hibiscus ficalhoanus Exell & Mendonça: Sie kommt in Angola vor.[1]
- Hibiscus fijiensis F.D.Wilson: Sie kommt in Vanua Levu vor.[1]
- Hibiscus fischeri Ulbr.: Sie kam in Tansania vor und ist heute ausgestorben.[1]
- Hibiscus flagelliformis A.St.-Hil.: Sie kommt in Brasilien vor.[1]
- Hibiscus flavifolius Ulbr.: Sie kommt in Äthiopien, Somalia, Kenia, Tansania und Uganda vor.[1]
- Hibiscus flavoroseus Baker f.: Sie kommt in Angola vor.[1]
- Hibiscus fleckii Gürke: Sie kommt in Namibia und in Südafrika vor.[1]
- Hibiscus floccosus Mast.: Sie kommt in Myanmar, Thailand und in Malaysia vor.[1]
- Hibiscus fluminis-aprili Ulbr.: Sie kommt in Neuguinea vor.[1]
- Hibiscus fluvialis Juswara & Craven: Sie kommt im nördlichen Australien vor.[1]
- Hibiscus forsteri F.D.Wilson: Sie kommt in Queensland vor.[1]
- Hibiscus fragilis DC.: Sie kommt in Mauritius vor.[1]
- Hibiscus fragrans Roxb.: Sie kommt in Assam, Bangladesch, im östlichen Himalaja, in Myanmar und in Vietnam vor[1]
- Hibiscus furcellatus Desr.: Sie kommt von Florida, Mexiko und den Inseln der Karibik bis Argentinien und Paraguay vor und außerdem in Hawaii.[4]
- Hibiscus fuscus Garcke: Die beiden Unterarten kommen von Äthiopien und Dschibuti bis Südafrika vor.[1]
- Hibiscus grandidieri Baill.: Sie kommt in Madagaskar vor.[1]
- Hibiscus grandiflorus Salisb.: Sie kommt in den südöstlichen Vereinigten Staaten bis Texas und im westlichen Kuba vor.[1]
- Hibiscus hamabo Siebold & Zucc.: Sie kommt in Japan und Korea vor.[4]
- Hibiscus hasslerianus Hochr.: Sie kommt in Brasilien und in Paraguay vor.[1]
- Hibiscus hastatus L. f.: Sie kommt in Neuguinea, den Fidschi- und den Gesellschaftsinseln sowie auf Hawaii vor.[4]
- Hibiscus heterophyllus Vent.: Sie kommt nur in Queensland vor.[4]
- Hibiscus indicus (Burm. f.) Hochr.: Sie kommt in China und in Taiwan vor.[1]
- Hibiscus insularis Endl.: Dieser Endemit kommt nur auf der Phillip-Insel vor, und ist eine der seltensten Arten dieser Gattung.[4]
- Hibiscus laevis Scop. (Syn: Hibiscus militaris Cav.): Sie kommt nur in den zentralen und östlichen Vereinigten Staaten vor.[4]
- Hibiscus lasiocarpos Cav.: Sie kommt in den zentralen und östlichen Vereinigten Staaten, in Kalifornien und im mexikanischen Bundesstaat Chihuahua vor.[4]
- Hibiscus lavateroides Moric.: Sie kommt in Mexiko, Guatemala, Honduras, Belize, Jamaika und auf Inseln in der Karibik vor.[1]
- Hibiscus ludwigii Roxb. ex Hornem.: Sie kommt in der chinesischen Provinz Yunnan, auf den Philippinen, in Indien, Bangladesch, in Indochina, Indonesien, Singapur und auf Hawaii vor.
- Sumpfeibisch (Hibiscus moscheutos L.): Sie kommt ursprünglich in den Vereinigten Staaten und im nordöstlichen Mexiko vor.[1]
- Mandeleibisch (Hibiscus mutabilis L.): Sie ist baumartig mit großen, fünflappigen Blättern und großen, achselständigen Blüten, welche morgens beim Aufblühen weiß, mittags rosenrot und abends purpurrot sind. Sie kommt in China, Japan und Taiwan vor.[4]
- Hibiscus palustris L.: Sie kommt Nordamerika, Portugal, Italien, Frankreich, Algerien vor. Sie wird von manchen Autoren auch als Unterart Hibiscus moscheutos subsp. palustris (L.) R.T.Clausen zu Hibiscus moscheutos gestellt.[4]
- Hibiscus paramutabilis L. H.Bailey: Sie kommt in den chinesischen Provinzen Guangxi, Hunan und Jiangxi vor.[5]
- Hibiscus pedunculatus L. f.: Sie kommt in Südafrika, Eswatini und in Mosambik vor.[4]
- Hibiscus physaloides Guill. & Perr.: Sie kommt in Afrika und in Madagaskar vor.[1]
- Hibiscus platanifolius (Willd.) Sweet: Sie kommt nur in Indien, Nepal und Sri Lanka vor.[4]
- Hibiscus radiatus Cav.: Sie kommt in Indien, Bangladesch und Myanmar vor.[4]
- Chinesischer Roseneibisch (Hibiscus rosa-sinensis L.): Die Heimat ist wahrscheinlich das tropische Asien.[4]
- Roselle (Hibiscus sabdariffa L.):[6] Die Heimat ist wahrscheinlich das tropische Afrika.[4]
- Hibiscus schizopetalus (Dyer) Hook. f.: Sie kommt in Kenia, Tansania und Mosambik vor.[4]
- Hibiscus scotellii Baker f.: Sie kommt im westlichen tropischen Afrika vor.[1]
- Hibiscus scottii Balf. f.: Sie kommt auf Sokotra vor.[1]
- Straucheibisch (Hibiscus syriacus L.):[6] Die Heimat ist China und Taiwan. Sorten dieser Art werden häufig als Zierpflanzen verwendet und sie ist in vielen Ländern ein Neophyt.[4]
- Stundenblume (Hibiscus trionum L.):[6] Sie kommt in Europa, Afrika und Asien vor, die genaue Heimat ist aber unbekannt.[4]
- Hibiscus waimeae A.Heller: Sie kommt in mehreren Unterarten auf Hawaii vor.[4]

Je nach Autor nicht mehr zur Gattung  Hibiscus wird gerechnet:
- Lindenblättriger Eibisch (Hibiscus tiliaceus L.) → Talipariti tiliaceum (L.) Fryxell:  Er ist in Afrika, Asien, Australien, auf Inseln im Pazifik und von Mexiko über Zentralamerika und auf karibischen Inseln bis Südamerika weitverbreitet.[4]

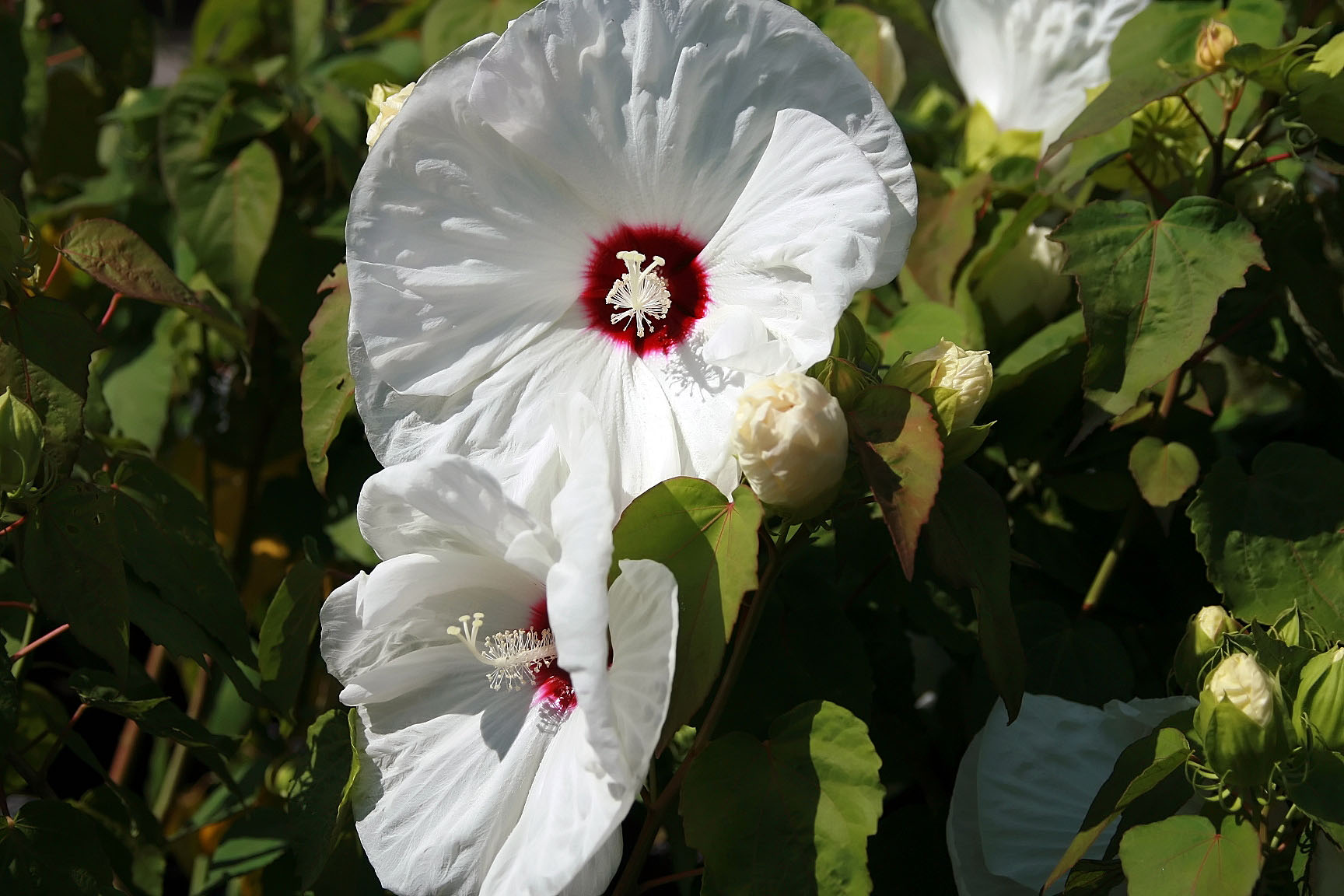
Sumpfeibisch (Hibiscus moscheutos) ‘Old Yella’

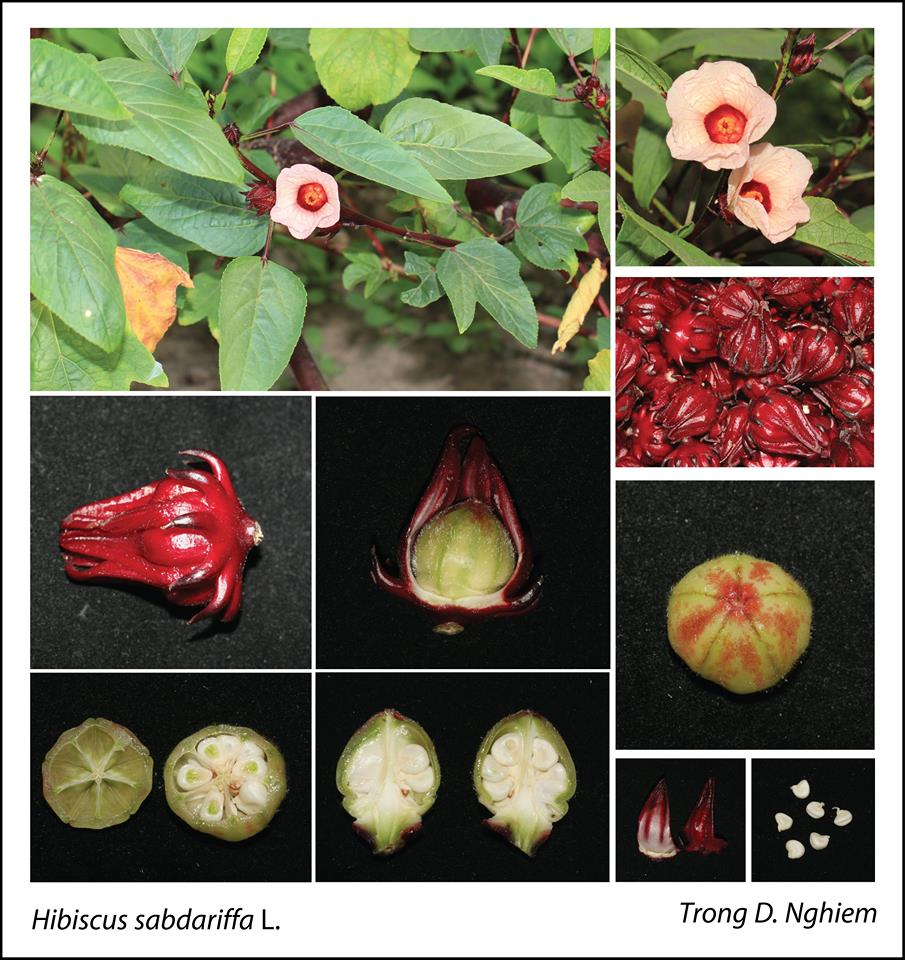
Roselle (Hibiscus sabdariffa)

## Verwendung
Sorten einiger Arten und Hybriden werden als Zierpflanzen für Parks, Gärten und Zimmer verwendet.
Auch als Tee werden die Hibiskusblüten eingesetzt. Verwendet werden die zur Fruchtzeit geernteten, getrockneten Kelche und Außenkelche von Hibiscus sabdariffa. Die darin enthaltenen Säuren wie z. B. Zitronensäure, Apfelsäure, Weinsäure und Hibiskussäure (Allohydroxyzitronensäurelacton) ergeben den säuerlichen Geschmack. Die enthaltenen Anthocyane wie z. B. Delphinidin und Cyanidin färben den Teeaufguss dunkelrot. In erster Linie werden sie daher als Korrigens für Geschmack und Aussehen eingesetzt.
Ein beliebtes Getränk ist Hibiskusblütentee nicht nur in Ägypten und im Sudan als Karkadeh (كركديه), sondern auch in Mexiko (Agua de Jamaica). Der tiefrote Tee wird heiß oder kalt getrunken. In der vegetarischen Küche Südasiens (beispielsweise in Sri Lanka) findet die Hibiskusblüte auch Verwendung in Currygerichten.

## Pharmazeutische und toxikologische Aspekte
Es ist publiziert worden, dass Tee aus Hibiscus sabdariffa eine blutdrucksenkende Wirkung hat. Auch in Fernost sagt man ihm eine blutdrucksenkende Wirkung nach, und in der afrikanischen Volksmedizin wird Hibiskus ebenfalls als Tee eingesetzt. Indikationen wie Erkältungen, Kreislaufbeschwerden, Ekzeme, mildes Laxans sowie Appetitanregung sind nicht belegt, aber in der Volksmedizin weit verbreitet. Hibiskus verfügt über eine hohe Konzentration an Vitamin C.
Schwangeren wird geraten, Tee aus Hibiscus sabdariffa zu meiden, da in Tierversuchen an Ratten (nicht aber am Menschen) Blasen- und Uteruskontraktionen beobachtet wurden, was theoretisch zum Verlust des ungeborenen Kindes führen könnte.